# Cantone di Marly-le-Roi
Il Cantone di Marly-le-Roi era una divisione amministrativa dell'Arrondissement di Saint-Germain-en-Laye.
È stato soppresso a seguito della riforma complessiva dei cantoni del 2014, che è entrata in vigore con le elezioni dipartimentali del 2015.
Comprendeva i comuni di:
- Louveciennes
- Marly-le-Roi
- Le Port-Marly